# Pınarbaşı, Bismil
Pınarbaşı là một xã thuộc huyện Bismil, tỉnh Diyarbakır, Thổ Nhĩ Kỳ. Dân số thời điểm năm 2008 là 284 người.